# Léonie Rouzade

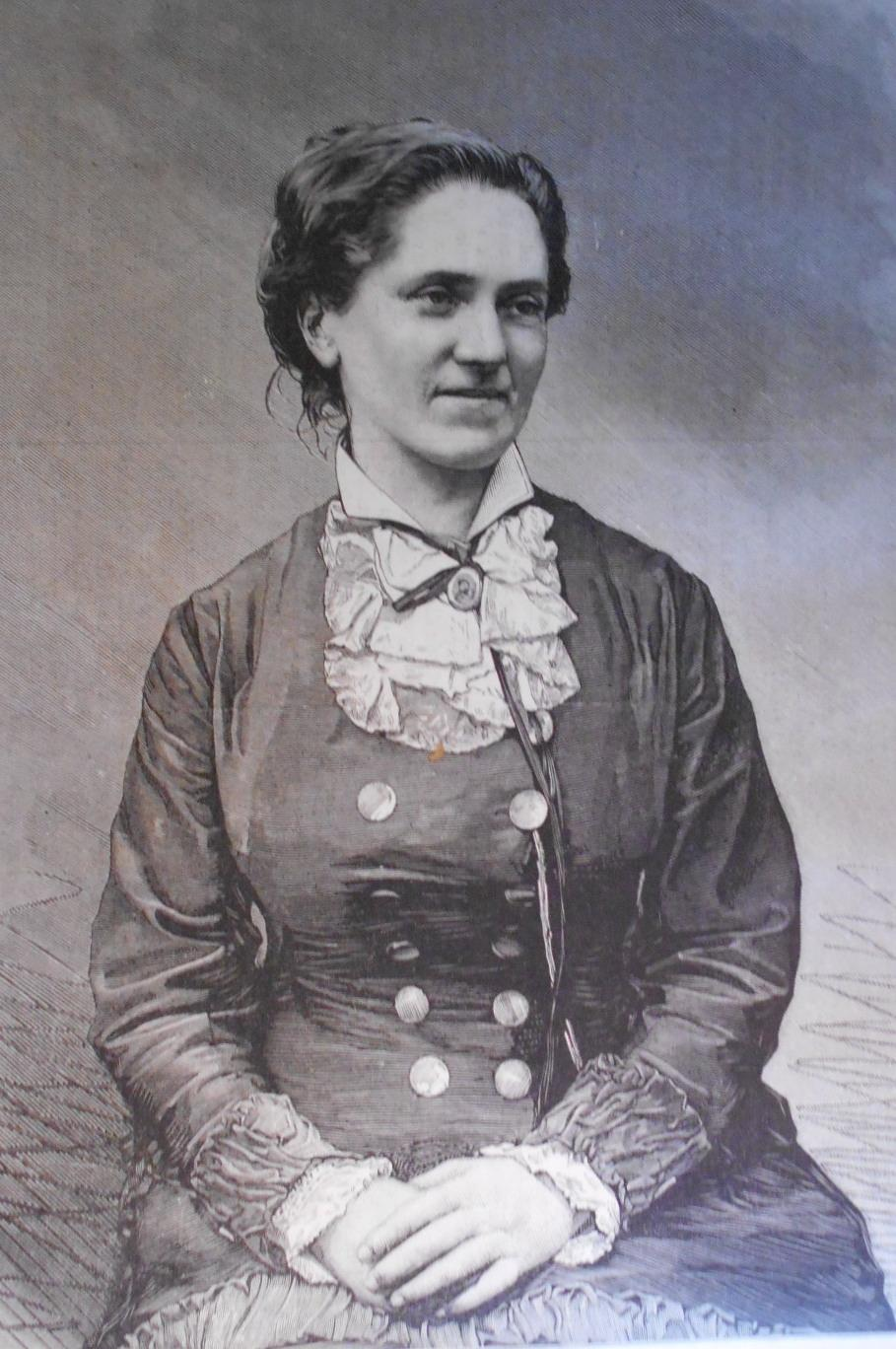
Léonie Rouzade, L’Illustration vom 22. Oktober 1881

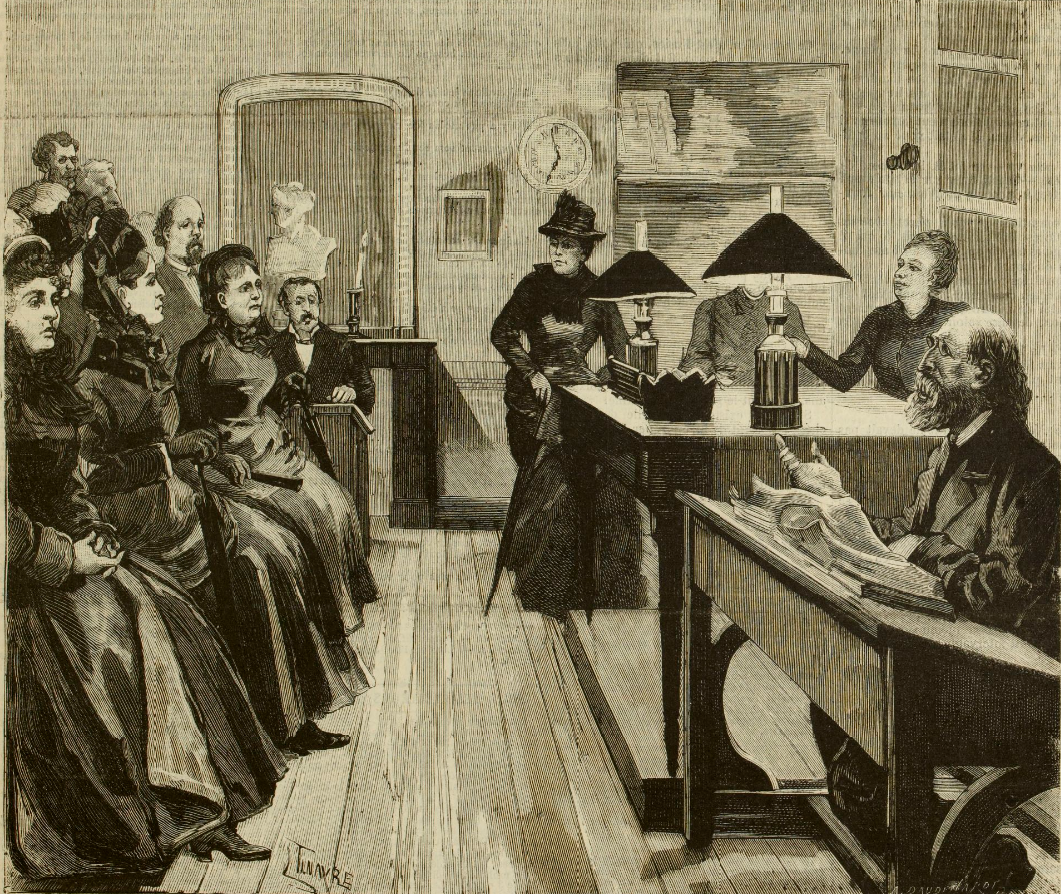
Treffen des Komitees der weiblichen Abgeordnetenkandidatinnen, Rouzade zweite von links

Léonie Rouzade, geboren als Louise-Léonie Camusat, (* 6. September 1839 in Paris; † 25. Oktober 1916 in Versailles) war eine französische Feministin und Schriftstellerin. Sie war Mitbegründerin der Union des femmes, der ersten sozialistischen Frauenvereinigung Frankreichs.

## Leben
Louise-Léonie Camusat wurde am 6. September 1839 in Paris als Tochter eines Uhrmachers geboren. Nachdem sie als Stickerin gearbeitet hatte, heiratete sie 1860 Auguste Rouzade, einen Buchhalter in Meudon, wo sie sich niederließen.
Von ihrem Mann ermutigt, verbrachte sie ihre Freizeit damit, die Sache der Frauen aus der Arbeiterklasse zu fördern, indem sie zwei feministische Romane schrieb: Voyage de Théodose à l’île de l'Utopie (Reise des Theodosius auf die Insel Utopia) und Le Monde renversé (Die umgekehrte Welt). Im ersten entdeckt der schiffbrüchige Theodosius eine Insel, auf der die Bevölkerung vier Stunden am Tag arbeitet und eine vollkommene Gleichheit zwischen Männern und Frauen besteht. Im zweiten Buch führt eine Frau, die im Nahen Osten in einem Harem gefangen gehalten wird, eine Revolte an und erzwingt einen neuen Gesetzeskodex, der auf dem Gehorsam der Männer gegenüber den Frauen beruht.
1878 nahm Rouzade am Internationalen Frauenkongress teil. Dort traf sie Hubertine Auclert, die sie ermutigte, das Journal Le Droit des femmes zu unterstützen, das im folgenden Jahr gegründet wurde. Später schrieb Rouzade für die Zeitung Le Prolétaire. Am 28. Februar 1880 kündigte Le Prolétaire die Gründung der Union des femmes (UdF) durch Léonie Rouzade und Eugénie Potonié-Pierre an. Rouzade sprach auf der ersten Versammlung der Organisation am 13. April 1880. Im Juni 1880 vertrat sie die UdF bei der sozialistischen Organisation im Pariser Raum, der Union fédérative du centre, und beim Kongress von Le Havre 1880. Sie sprach weiterhin auf sozialistischen Treffen, bis sie 1882 ihre Wahlkampftätigkeit einstellte, nachdem sie sich als sozialistische Kandidatin des 12. Pariser Arrondissements bei den Kommunalwahlen 1881 einer starken Opposition ausgesetzt hatte. 1891 schloss sie sich der von Eugénie Potonié-Pierre gegründeten La Solida des femmes an, verließ die Organisation jedoch um 1901 nach dem Tod der Gründerin.

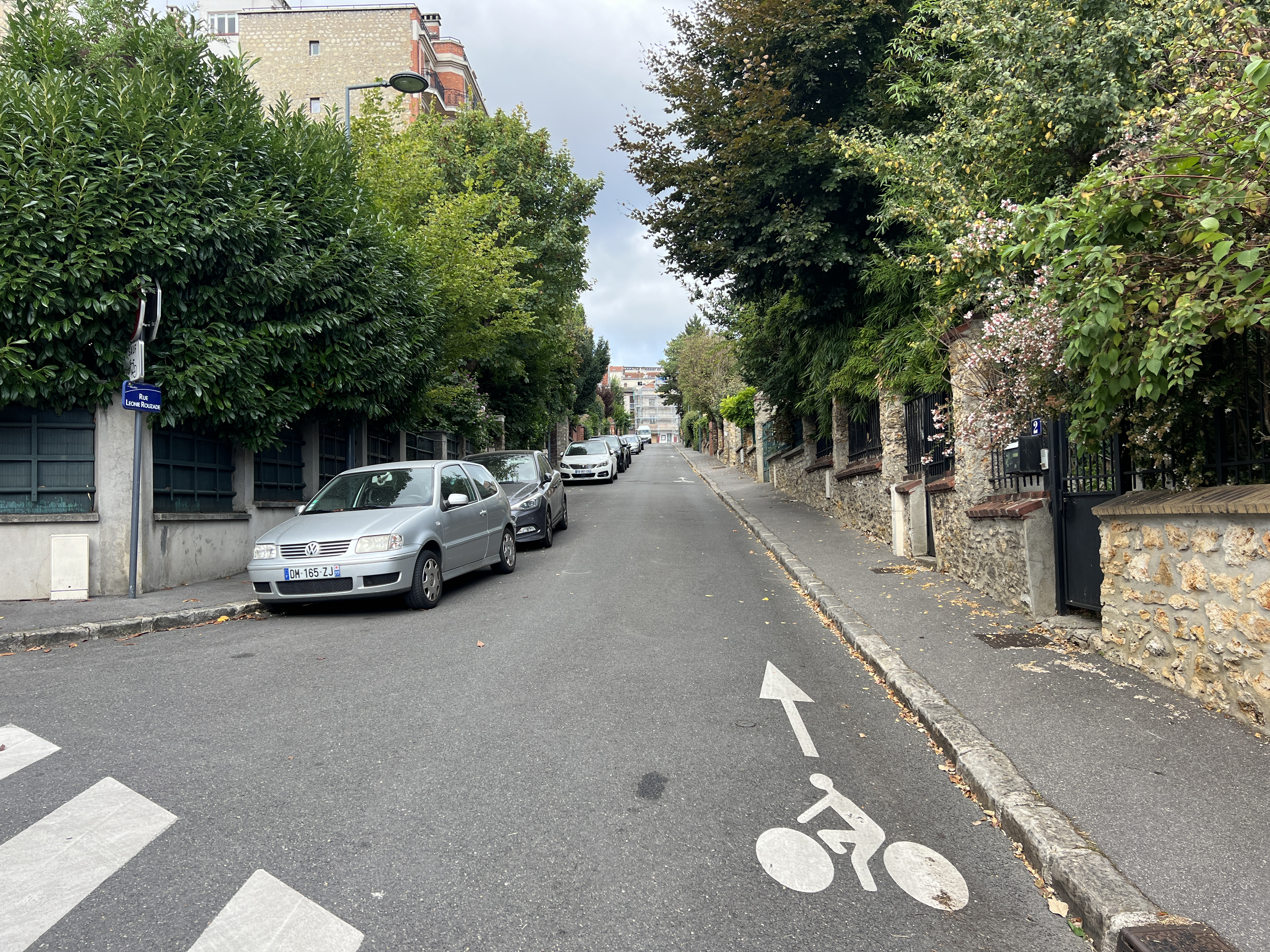
Rue Léonie Rouzade in Meudon

## Werke
- Connais-toi toi-même, A. Lacroix, Verboeckhoven et Cie, 1871[6]
- Ci et çà, çà et là, A. Lacroix, Verboeckhoven et Cie, 1872[7]
- Le Monde renversé, Lachaud, 1872[8]
  - Neuauflage bei Hachette 2016, ISBN 978-2-01363-346-8[9]
- Le Roi Johanne, A. Lacroix, Verboeckhoven et Cie, 1872
- Voyage de Théodose à l’île d'Utopie, Paris : Lachaud, 1872[10]
  - Mehrere Neuauflagen, darunter bei Collection XIX 2016, ISBN 978-2-34604-889-2[11]
- Développement du programme de la Société L’Union des femmes : Discours de la citoyenne Rouzade, prononcé Salle d’Arras le 13 avril 1880, Siège social de l’Union des femmes, 1880
- Petit catéchisme de morale laïque et socialiste, Meudon : Léonie Rouzade, 1895
- La Femme et le peuple, organisation sociale de demain, Meudon : Léonie Rouzade, 1896[12]
  - Neuauflage bei Hachette 2017, ISBN  978-2-01968-837-0